# 盧克·韋弗
盧克·艾倫·韋弗（英語：Luke Allen Weaver，1993年8月21日—）是美國職棒選手，職司投手，現效力於紐約洋基。此前他曾效力過紅雀、響尾蛇、皇家、紅人和水手等隊。
大學就讀佛州州大，紅雀隊在2014年選秀首輪選中韋弗，他在2016年登上大聯盟。2018年季後，被交易至響尾蛇隊，2022年轉型為後援投手，不過過程並不順利。2024年球季，韋弗在洋基隊的投球成績有了起色，他在當年9月被定位為球隊的終結者，取代了表現不振的克雷·霍姆斯。

## 職業生涯

### 大聯盟
2023年之前
2023年球季
季前（1月13日），與紅人隊簽下1年短約，合約總值2,000,000美元。他為該隊先發21場，防禦率高達6.87。8月16日，遭指定轉讓，繼而在18日被釋出。
8月22日，水手隊與韋弗議定1年短約。他在水手隊出賽5場，投13+1⁄3局，防禦率6.08。9月10日，水手隊將其指定轉讓。
9月12日，韋弗經索要轉至洋基隊。他為洋基隊先發3場，防禦率顯著進步至3.38。洋基在季後（2024年1月19日）與他簽下1年2,500,000美元的合約 。
2024年球季
本季韋弗以後援身分出賽，由於原終結者、以滾地球聞名的克雷·霍姆斯表現不佳，其地位由韋弗取而代之。9月6日取得生涯首次救援點。總計他在9月共投12局，4次救援機會全部拿下之外，還有25次三振的演出。
2024年球季韋弗的成績結算為84局、2.89防禦率、103次三振、26次保送，除了一手出色的變速球之外，他的控球狀況在洋基隊也得到了改善。在後續的季後賽賽程當中，他也持續擔負洋基終結者的任務。

## 外部連結
- 球員資訊和成績在MLB，ESPN，Baseball-Reference，Fangraphs，Baseball-Reference (Minors)（英文）